# 林振國
林振國（1937年12月9日—），福建林森縣人，中華民國政府官員，曾任教職和公職長達四十年，官至中華民國財政部部長、行政院政務委員。退休後曾擔任東海大學董事長、台港經濟文化合作策進會董事長。

## 學歷
- 美國哈佛大學經濟學系進修研究（民國62年至63年）
- 美國奧克拉荷馬州立大學經濟學系進修研究（民國55年至56年）
- 國立臺灣大學經濟學系學士（民國49年）

## 經歷
- 台港經濟文化合作策進會董事長
- 東海大學董事長（民國95年至101年）
- 台灣金聯董事長（民國90年至95年）
- 中華民國對外貿易發展協會董事長（民國86年至89年）
- 行政院政務委員（民國85年至86年）
- 財政部部長（民國82年2月至85年6月）
- 台灣省政府委員兼台灣省政府財政廳廳長（民國76年至82年）
- 台北市政府財政局局長（民國73年至76年）
- 財政部財稅人員訓練所副所長（民國69年至71年）
- 財政部財稅人員訓練所執行秘書（民國65年至73年）
- 財政部稅制委員會研究委員
- 行政院賦稅改革委員會研究專員（民國57年至59年）
- 國立台灣大學經濟學系助教、講師、副教授、教授（民國50年至76年）[2]